# ميغل سان مارتن
أليخاندرو ميغل سان مارتين (بالإسبانية: Miguel San Martín) (من مواليد 6 يناير 1959) مهندس أرجنتيني في وكالة ناسا ومحاضر علوم، يعرف بمساهماته الكبيرة في نظام التوجيه والملاحة والتحكم في أحدث البعثات إلى المريخ. يرجع لها الفضل في تأسيس مختبر علوم المريخ الذي تم استخدامه في مهمة كيوريوسيتي روفر بغرض إنزال المركبة. بالإضافة إلى عمله كمهندس، يعمل ميغل سان مارتين في تقديم عروض حول العمل الذي يقوم به مع فريقه في وكالة ناسا كما شارك كمتحدث في العديد من الفعاليات مثل كامباس بارتي، يوم الروبوتات، ريل توك أتلانتا ومؤتمر تيدكس وغيرها من المؤتمرات العلمية الشهيرة.
تم ذكر ميغيل في فيديو ناسا بعنوان «أكثر سبع دقائق شغفا في الرعب» مع مهندسين أخرين.

## السيرة الذاتية

### النشأة

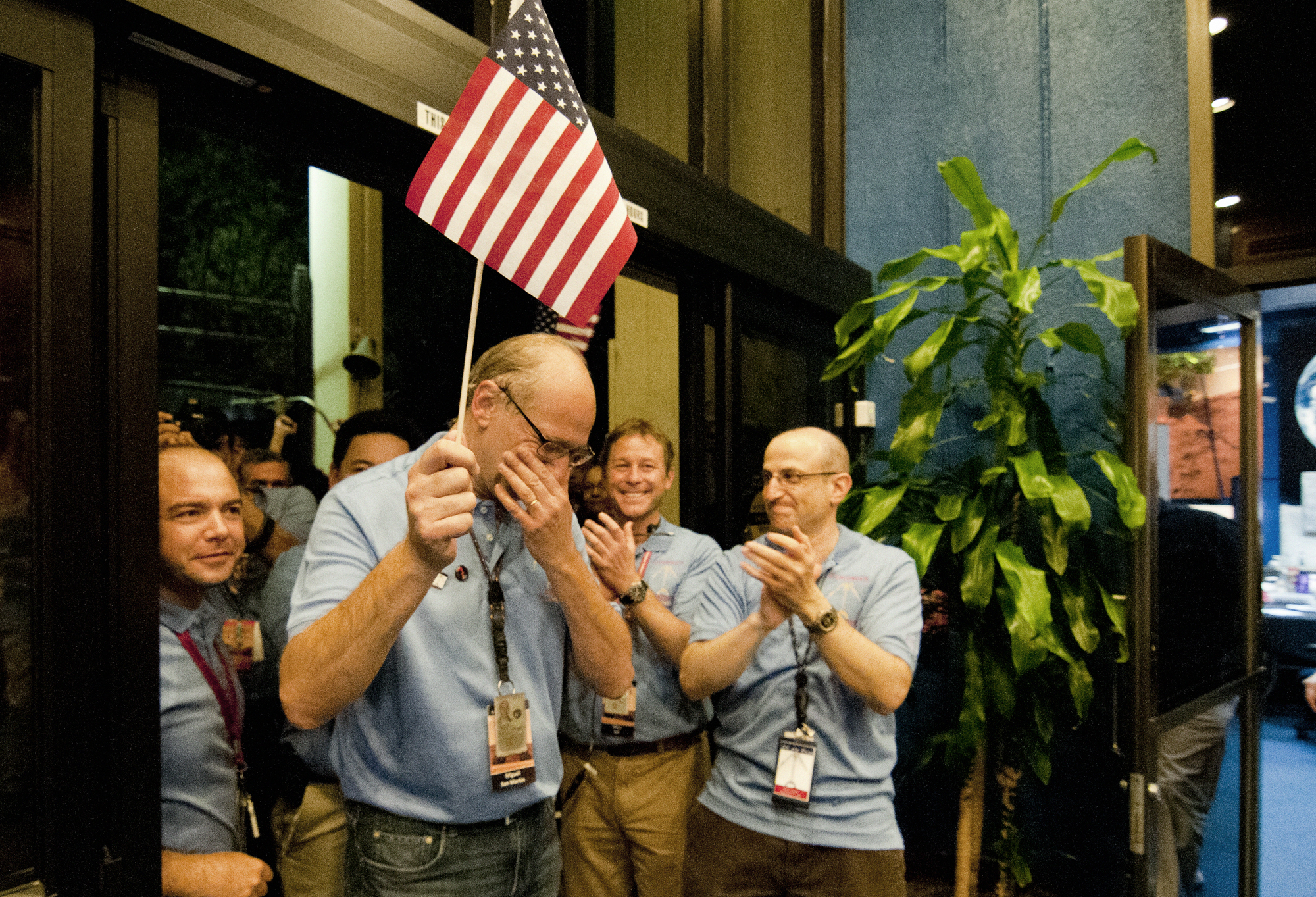
محاولة ميغل سان مارتين للتماسك وعدم البكاء أثناء دخول ونزول الفريق.

غادر ميغيل الأرجنتين بعد تخرجه من المدرسة الصناعية منتقلا إلى الولايات المتحدة ليحصل على درجة البكالوريوس في الهندسة الكهربائية من جامعة سيراكيوز حيث تم تكريمه بلقب طالب العام في إحدى الأعوام. إلتحق بعد ذلك بمعهد ماساتشوستس للتكنولوجيا ليحصل منها على درجة الماجستير.
صرح ميغيل في العديد من مقابلاته أنه قرر أن يصبح مهندس فضاء في إحدى ليالي فصل الشتاء في عام 1976 في مزرعة والديه أثناء استماعه إلى هيئة الإذاعة البريطانية أثناء إذاعتها خبر نجاح وصول مركبة الفايكنج إلى المريخ.
بدأ العمل في مختبر الدفع النفاث التابع لناسا في عام 1985، حيث شارك في بعثة ماجلان في مهمة فينوس وكاسيني-هويجنز إلى كوكب زحل. في وقت لاحق في مهمة مارس باثفايندر، تم تعيينه في منصب كبير المهندسين في نظام التوجيه والملاحة والتحكم الذي هبط على متن مركبة سوجورنر، كما شارك في مهمة سبيريت وأبورتيونيتي عام 2004. ساعد ميغيل في تطوير مسبار مختبر علوم المريخ الذي هبط على كوكب المريخ كجزء من مهمة استكشاف سطح المريخ.
ميغل عضو في مركز ناسا للهندسة والسلامة الوطنية. في فبراير 2019، تم انتخابه كعضو في الأكاديمية الوطنية للهندسة.

## الجوائز
تلقى ميغيل العديد من الجوائز والأوسمة خلال رحلته العلمية مثل:
- عامي 1998 و 2013: وسام الإنجاز الهندسي الاستثنائي من ناسا.[6]
- عام 2004: وسام ناسا الاستثنائي للخدمات.[6]
- عام 2007: جائزة ناسا للخدمات.[17]
- عام 2013: جائزة الاستحقاق لإنجازات الهندسة المتميزة- مجلس المهندسين.[6]
- عام 2013:
  - كأس كولير لفريق كريوزيتي- الرابطة الوطنية للملاحة الجوية.[6]
  - جائزة متحف الطيران والفضاء الوطني عن الإنجازات الحالية - مؤسسة سميثسونيان.
  - دبلومة ال ميترو.[6]
  - جائزة ميغيلان لأفضل إدارة في مختبر الدفع النفاث.
  - وسام ناسا الاستثنائي للخدمات، فريق الملاحة والتحكم.
  - وسام ناسا الاستثنائي للخدمات، فريق النزول والهبوط.
  - وسام ناسا الاستثنائي للخدمات، فريق إدارة المشروع.
  - زمالة مختبر الدفع النفاث.[18]
  - جائزة أفضل ورقة بحثية في مؤتمر الثالث والعشرين لميكانيكا الطيران الفضائي.[19]

## وصلات خارجية
- السيرة الذاتية لميغل سان مارتن
- ميغل سان مارتن- ناسا
- مدونة ميغل سان مارتن

فيديوهات
- محاضرة ميغل سان مارتن.
- إحدى محاضرات ميغل الفلكية.
- ميغل في مختبر العلوم الفلكية.
- محاضرة ميغل سان مارتن في وكالة ناسا.